# Ана Бучевић
Ана Бучевић је хрватски мотивациони говорник и писац књига самопомоћи.

## Биографија
Ана Бућевић је рођена 9. фебруара 1978. године у Сплиту. Дипломирала је кинезиологију на Природно-математичком факултету у Сплиту 2003. године. Исте године, заједно са сестром близнакињом Надом Бучевић, отворила је спортски студио. Године 2009. започела је сарадњу са приватном основном школом Либар у Сплиту. На регионалној телевизији Далмација, уређивала је и водила образовну емисију „Сафари дух”. Пар година касније, основала је свој јутјуб канал под истим називом, гдје објављује мотивационе говоре и рекламира своје књиге и семинаре. Данас, њен јутјуб (youtube) канал броји више од 200 000 претплатника. Од 2012. године Бучевић је започела да држи јавне мотивационе говоре и да организује семинаре и радионице широм Хрватске и региона.
Ана је аутор бројних књига самопомоћи. Прву књигу је објавила 2011. године под именом „Сафари духа”. Ту књигу, Ана је посветила својим родитељима. Сљедећу књигу, „У Вортексу (Vortex) остварених жеља” Бучевић је објавила 2015. године и у њој је писала о такозваном закону привлачења, псеудонаучној идеји по којој фокусирање на позитивне или негативне мисли у стварности може донети позитиван или негативан резултат. Закон привлачења нема никакву научну основу и научници га одбацују као псеудонауку. Поред ових књига Ана Бучевић је написала и књиге „Што ни(је) љубав ” и „Бити и имати”. Такође, један је од оснивача БигУ Академије за Хрватску, међународне онлајн едукативне академије гдје се налазе предавања и чланци на тему развоја човјека на свим животним пољима.

## Контроверзе
Хрватско Министарство здравља је, након отвореног писма хрватског психијатра Хермана Вукшића, поднело пријаву за надрилекарство против Ане Бучевић.